# Charlotte Harbor
Charlotte Harbor – jednostka osadnicza w Stanach Zjednoczonych, w stanie Floryda, w hrabstwie Charlotte.